# Aéroport de Jönköping
Jönköping Airport (code IATA : JKG • code OACI : ESGJ), appelé Axamo est un aéroport situé à environ 8 km de Jönköping, en Suède.

## Situation

### Carte des aéroports de Suède
| \| 50 km1:2 974 000 \| Montagnes · Sälen Ängelholm–Helsingborg Åre Östersund Arvidsjaur Borlänge Gällivare Göteborg-Landvetter Hagfors Halmstad Hemavan Tärnaby Jönköping Kalmar Karlstad Kiruna Kramfors-Sollefteå Linköping Luleå Lycksele Malmö Mora-Siljan Norrköping Örnsköldsvik Örebro Pajala Ronneby Skellefteå Stockholm-Arlanda Stockholm-Bromma Stockholm-Skavsta Stockholm-Västerås Sundsvall-Timrå Sveg Torsby Trollhättan–Vänersborg Umeå Växjö Vilhelmina Visby |
| 50 km1:2 974 000 |

## Statistiques
Pour des raisons techniques, il est temporairement impossible d'afficher le graphique qui aurait dû être présenté ici.

Voir la requête brute et les sources sur Wikidata.

## Compagnies aériennes et destinations
| Compagnies                      | Destinations                                 |
| ------------------------------- | -------------------------------------------- |
| Aegean Airlines                 | En saison charter: La Canée I.-Daskaloyánnis |
| BRA Braathens Regional Airlines | En saison charter: Split                     |
| Jet Time                        | En saison charter: Las Palmas/Gran Canaria   |
| Lufthansa                       | En saison charter: Francfort                 |
| Sunclass Airlines               | En saison charter: Palma de Majorque         |

Edité le 27/02/2023